# Alejandro Végh Villegas
Alejandro Végh Villegas (Bruselas, Bélgica, 17 de octubre de 1928-Montevideo, 13 de marzo de 2017) fue un ingeniero industrial, economista y político uruguayo, dos veces Ministro de Economía y Finanzas durante la dictadura cívico-militar de Uruguay.

## Familia
Hijo del empresario y político Carlos Végh Garzón y de Sofía Villegas Suárez (tataranieta del presidente Joaquín Suárez). Por línea paterna poseía ascendencia húngara; era descendiente de Sándor Végh, un militar que llegó a Uruguay a mediados del siglo XIX.
Estaba casado con Suzanne Gramont con quien tuvo un hijo, Carlos Végh Gramont, economista y profesor universitario que reside en Estados Unidos.[cita requerida]

## Carrera
Se recibió de ingeniero industrial en 1953 en la Universidad de la República. Doctorado en economía política en Harvard, fue docente de enseñanza media y universitaria.[cita requerida]
En 1967 fue subsecretario (viceministro) de Industria y Comercio; un año después, en la presidencia de Jorge Pacheco Areco y con César Charlone como ministro de Economía, fue director de la Oficina de Planeamiento y Presupuesto. Posteriormente se desempeñó como asesor en la CEPAL y ante el gobierno de Brasil, y consultor del BID en el “Programa de la Cuenca del Plata”.[cita requerida]
En 1974 fue nombrado por el presidente Juan María Bordaberry (ya en su período de gobierno dictatorial) Ministro de Economía y Finanzas. En el ejercicio de su cargo, promovió medidas de apertura económica y de liberalización de la economía uruguaya. Asimismo, intentó influir en los jerarcas del régimen para lograr una salida democrática, para lo cual mantuvo conversaciones con líderes de la oposición.
En 1976 abandonó el Ministerio de Economía tras la caída de Bordaberry. Entre ese año y 1979 integró el Consejo de Estado, órgano que había sustituido al Parlamento democrático. Luego fue embajador en los Estados Unidos durante un año, hasta que en diciembre de 1983 volvió al Ministerio de Economía, convocado por el dictador Gregorio Álvarez en medio de la crisis producida por la ruptura de la llamada tablita (tabla de cálculo de la evolución de cotización del dólar) en noviembre de 1982. Desempeñó el cargo durante poco más de un año, en el período final de la dictadura que culminó en febrero de 1985.[cita requerida]
Tras la restauración democrática, ha sido consultado con frecuencia respecto de temas económicos de actualidad. En el periodo 1990-1992 fue director titular del FMI. De cara a las elecciones de 2009, apoyó la candidatura de Luis Alberto Lacalle. Falleció el 13 de marzo de 2017 a los 88 años de edad.

## Obra económica
Alejandro Végh Villegas suplantó a Moisés Cohen en la cartera del MEF a mediados de julio de 1974, sin efectuar ninguna declaración sobre cuál sería su política.Sus reformas no se llevaron a cabo por proyecto de ley o decreto; solo el 2 de septiembre de 1974 envió una nota al Directorio del BCU en la que hacía conocer «su criterio con relación al funcionamiento del mercado financiero de cambios».
El Directorio del BCU emitió el 24 de septiembre una circular, con el número 551, destinada a instrumentar la decisión del ministro como la había transmitido en la misiva, con detalles agregados, según la circular aclara, por un memorándum recibido del Ministerio por el banco el 9 de septiembre de 1974, y «las instrucciones verbales recibidas el día 11 de septiembre de 1874 de dicha Secretaría de Estado». Entre otras cosas, la circular dispuso lo siguiente:

Las compras y ventas de moneda extranjera en el mercado financiero son libres y sin el requisito de identificación del vendedor y comprador.

Entiéndese por mercado financiero aquel cuyo tipo de cambio se regula por el libre juego de la oferta y la demanda y a través del cual se canalizan las operaciones de compra y venta de moneda extranjera por parte de los Bancos y Casas Bancarias autorizados a operar en cambios.

En la práctica, ello significó el fin del control de cambios en Uruguay, instalado en el país desde la ley de 1931.El efecto de la eliminación del control de cambios fue instantáneo en términos de crecimiento económicos real y de apertura de la economía.A pesar de que la desregulación del mercado de moneda extranjera se aplicó recién en el cuatro trimestre de 1974, la apertura de la economía —entendida como la suma de las exportaciones más las importaciones dividida por el PIB respectivo— se situó en ese mismo año, tomando números totales, 21,5% por encima de la variable equivalente del cuatrienio 1970-1973.Si se compara dicho cuatrienio 1970-1973, con el posterior cuatrienio 1974-1977, la economía se mostró 44,1% más abierta.

## Legado
Muy discutida ha sido la actuación ministerial de Végh Villegas. En particular, muchos no le perdonan haber colaborado con una dictadura. Sin embargo, pocos discuten que su obra se prolonga a lo largo del tiempo, sin que haya sido modificada en lo sustancial hasta la fecha.
Durante su ejercicio ministerial, se implementaron múltiples reformas económicas que apuntaban a eliminar el proteccionismo y el intervencionismo estatal:
- liberalización del mercado de cambios y capitales,
- condiciones ventajosas para la inversión extranjera,
- dolarización de la economía,
- promoción de las exportaciones no tradicionales,
- amplia libertad de importación de mercaderías,
- eliminación del control sobre los salarios.